# 김지원 (가수)
김지원(1984년 7월 3일 ~ )은 대한민국의 가수이다.

## 경력
- 2019년 대한민국교육문화체육공헌대상 홍보대사
- 2016년 프로축구 부천 FC 홍보대사
- 2016년 한국 프로복싱 연맹 홍보대사
- 2013년 창원해양경찰서 명예 홍보대사
- 2012년 '세계다문화예술단' 단원

## 수상
- 2019년 대한민국교육문화체육공헌대상 문화진흥부문
- 2019년 제5회 대한민국스타예술대상 올해의 10대 가수상
- 2012년 제2회 대한민국 다문화 예술대상 신인가수상

## 데뷔
- 2012년 싱글 앨범 "말문이 막혀버렸네"

## 음반
- 2021년 날 보러 오세요
- 2019년 못 잊을 사람아
- 2013년 땡기네 (Trot Ver.)
- 2013년 땡기네
- 2012년 말 문이 막혀버렸네